# Cardiff Rugby Football Club
O Cardiff Rugby Football Club é uma equipa galesa de rugby union. Com sede em Cardiff, capital do País de Gales, o estádio de equipe é o Cardiff Arms Park.
Foi o segundo clube de rugby introduzido no Hall da Fama do esporte, o que ocorreu em 2011, quando a International Rugby Board priorizou quem deu grandes contribuições tática ao jogo. Ainda no século XIX, sob a visão de seu jogador Frank Hancock, premiado na mesma ocasião, a equipe passou a usar mais jogadas de mão e a buscar mais os tries, que foram anotados 131 vezes na temporada 1885-86, sem um único ponto advindo de penal ou drop goal. Até então, os chutes dominavam as táticas da época, sendo suas pontuações mais valorizadas. Apenas já no século XX é que uma alteração das regras passou a valorizar mais os tries - mudança inicialmente feita por uma modalidade dissidente, o rugby league, depois adotada também no rugby union.
Não deve ser confundida com a equipe profissional do Cardiff Blues.